# Bokaa
Bokaa es una ciudad situada en el Distrito de Kgatleng, Botsuana. Se encuentra a 20 km al suroeste de Mochudi.Tiene una población de 5.680 habitantes, según el censo de 2011. Está justo al norte de la presa de Bokaa.